# Pénis du cheval
Le pénis du cheval est l'organe reproducteur ainsi que l'organe de miction du cheval mâle.

## Description

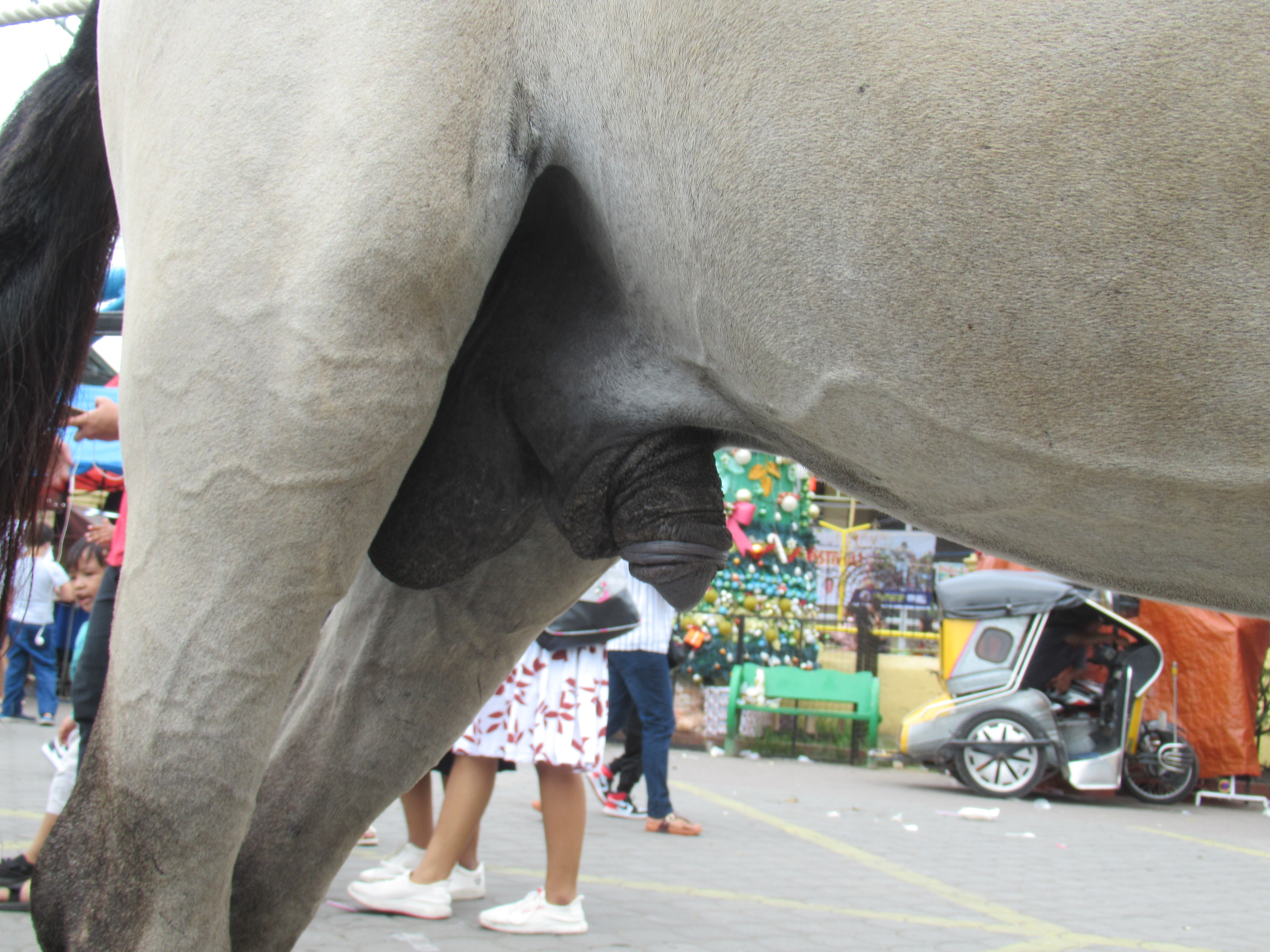
Pénis d'un cheval au repos.

Le pénis du cheval mesure entre 50 et 60 cm au repos et entre 80 et 90 cm en érection. Le gland est volumineux.
Le pénis du cheval est recouvert d'un épithélium qui est particulièrement pigmenté, qui peut être ardoisé ou noirâtre. Le corps du pénis, tubulaire et épais dans sa partie fixe, présente un côté parfois aplati sur sa partie libre,. Le processus urétral est à la fois large et court. Le prépuce (fourreau), plutôt court et épais, recouvert de poils courts et fins, protège le pénis au repos, et remonte jusqu'à la cavité abdominale. La cavité du prépuce mesure entre 25 et 30 cm.
Le pénis est irrigué par l'artère moyenne du pénis, l'artère crâniale du pénis et par l'artère dorsale du pénis ; elles forment des anastomoses et des arcades sur la face dorsale du pénis. Le pénis est drainé par la veine dorsale superficielle et des veines dorsales profondes, très volumineuses, la veine profonde du pénis, la veine du bulbe du pénis et la veine du pénis. Les veines dorsales sont particulièrement développées chez les équidés. Le système lymphatique est organisé en deux réseaux, un superficiel et un profond.
Le pénis est innervé par le nerf honteux (ou nerf honteux interne) qui donne le nerf dorsal du pénis, de nature sensitive mais aussi sympathique. L'innervation parasympathique est assurée par des rameaux nerveux issus des ganglions pelviens, mais aussi du nerf hypogastrique.

## Activité
Le pénis du cheval sort de son fourreau dans deux situations : pour la miction, et pendant l'érection. L'érection est un phénomène naturel, l'étalon étant capable de se masturber jusqu'à une vingtaine de fois sur une période de 24 heures, avec éjaculation spontanée. 
Le maintien d'une bonne hygiène du pénis fait partie des soins à réaliser lors du pansage.

## Blessures et maladies du pénis
Toute lésion du pénis est un sujet de médecine vétérinaire à prendre au sérieux, car le diagnostic peut être plus ou moins sévère. Un petit ulcère peut progresser en épithélioma après plusieurs mois, menant à l'amputation du pénis. De telles amputations du pénis sont décrites dans la littérature vétérinaire française du XIXe siècle (en 1831), sur la base de la description de M. Huzard, en employant une ligature et une sonde creuse boutonnée introduite dans le canal de l'urètre.
Le pénis du cheval peut aussi souffrir de traumatismes dus à des coups (par exemple, coups de pied), frottements, lacérations, ou assèchement du prépuce. 
Certains produits tranquillisants (par exemple les phénothiazines) créent une paralysie du pénis, ce qui empêche le cheval de faire rentrer son gland dans le prépuce.

## Dans la culture

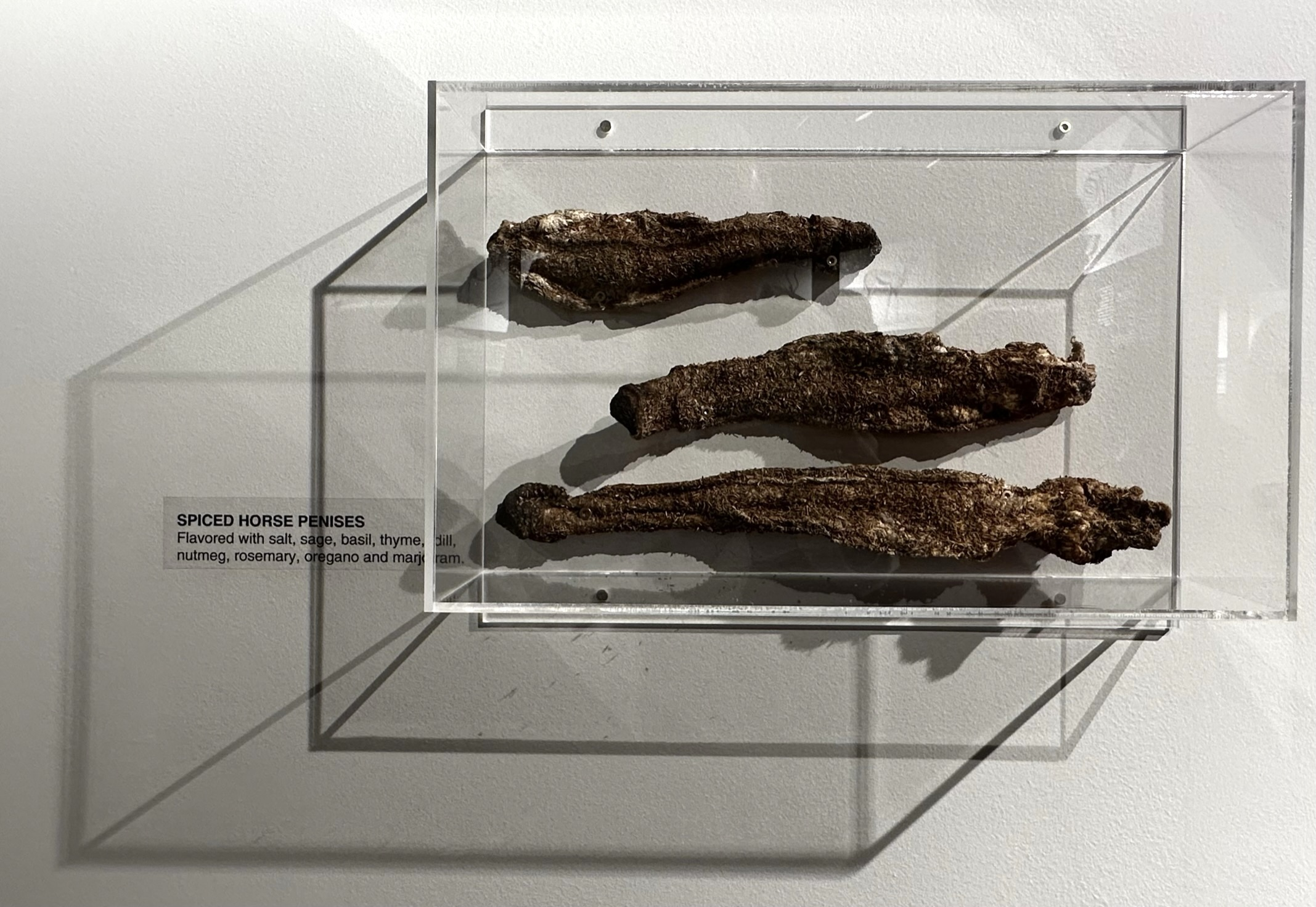
Pénis de cheval aux épices, un aliment consommé par le passé dans des pays scandinaves.

Le préhistorien français Jean Clottes décrit, parmi les objets d'art du magdalénien retrouvés dans les Pyrénées françaises, un bâton décoré d'un pénis de cheval ; il l'interprète dans le sens d'une preuve de l'hypothèse d'André Leroi-Gourhan faisant du cheval mâle un symbole de fertilité.
Dans la Völsa þáttr, un couple de fermiers païens gardent le pénis d'un cheval en le considérant comme un dieu. D'après Régis Boyer, ce texte témoigne de « pratiques rituelles fort anciennes », et souligne le caractère sacré du cheval. 

### Zoophilie
La zoophilie avec des chevaux a toujours existé, mais d'après Carol Adams, cette pratique est souvent l'objet d'un « passage sous silence ». Un américain zoophile, Kenneth Pinyan, est mort après avoir été sodomisé par un cheval en juillet 2005 ; la scène était filmée par un de ses amis, le côlon de Kenneth Pinyan a été perforé pendant l'acte.